# Melchiori (Adelsgeschlecht)

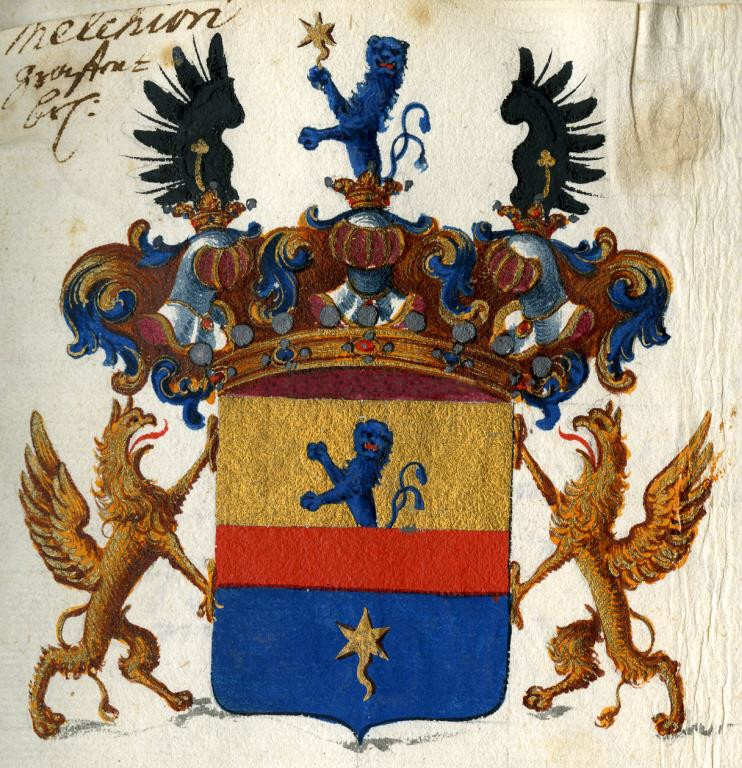
Grafenwappen derer von Melchiori (1738)

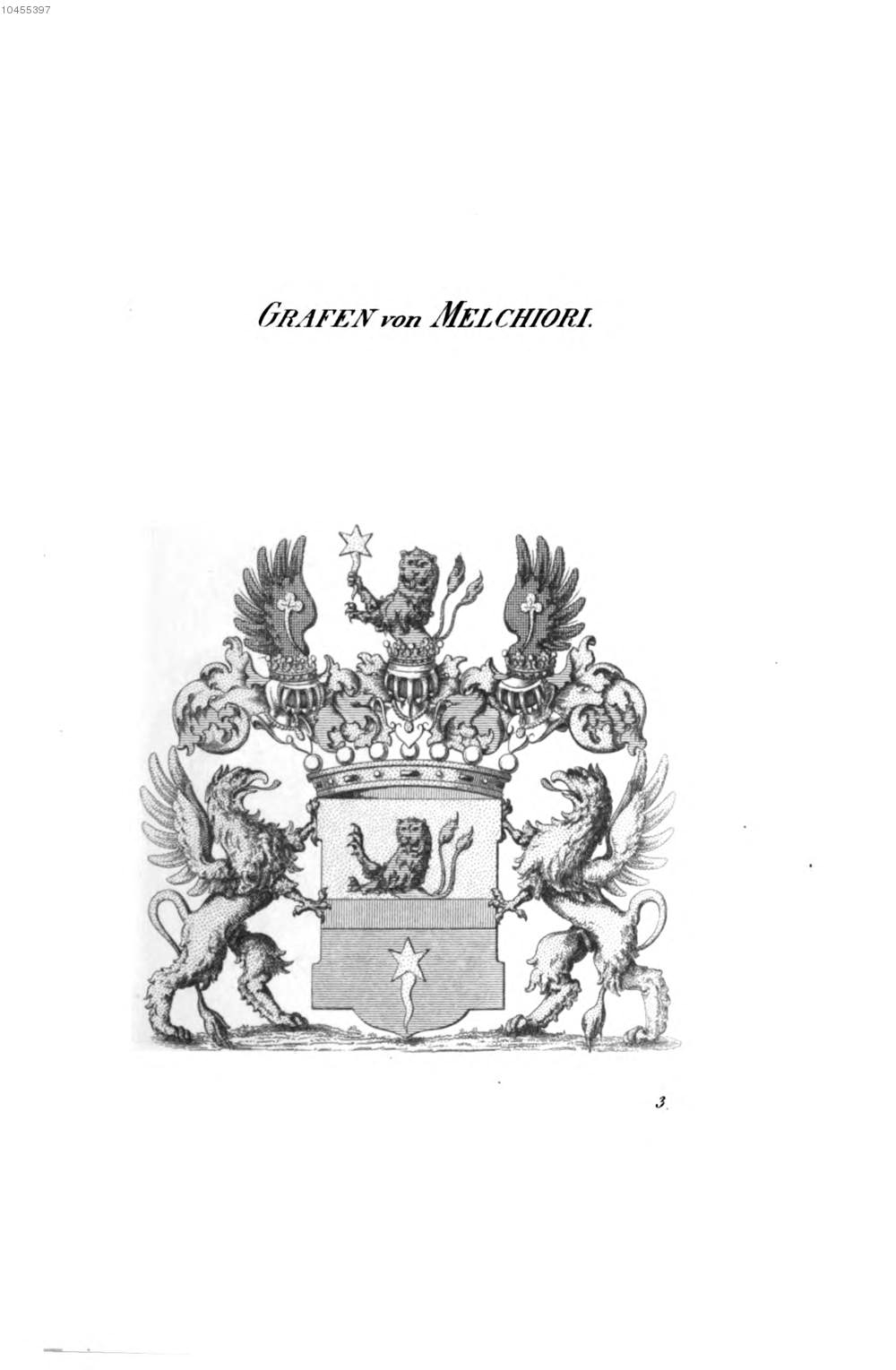
Wappen der Grafen von Melchiori bei Tyroff

Melchiori (auch Melchiory) ist der Name eines alten tirolerischen Adelsgeschlechts, das in den erblichen Reichsfreiherren- und Grafenstand erhoben wurde. 

## Geschichte
Herkunftsort bzw. Stammsitz des Geschlechtes ist Lavis im Hochstift Trient. Der Leibarzt im Königreich Böhmen Johann Odoricus (Roderich), Dr. med. Franz sowie der Geheimrat beim Kurfürsten von Mainz und spätere Reichshofrat Johann Anton Melchiori wurden am 3. November 1562 vom Kaiser in Frankfurt am Main in den erblichen Adelsstand erhoben. Zudem erhielt ersterer die Titel eines kaiserlichen Hofarztes und Dieners. Am 3. Juni 1719 erlangte Hieronymus Melchiori in Wien von Kaiser Karl VI. den erblichen Freiherrenstand. Darauf verlieh Kaiser Karl VI. am 25. Januar 1738 den Brüdern Georg Sigmund und Joseph Anton von Melchiori aus Trient den Grafenstand für das Reich und die Erblande sowie eine Wappenbesserung. In Anbetracht seiner Verdienste bei der Leitung des Kreisgerichts in Trient wurde dem Präsidenten des Kreisgerichts in Bozen Dr. jur. Joseph von Melchiori am 19. Oktober 1881 zum k. k. Hofrat ernannt. 1887 diente der Rittmeister Johann Graf von Melchiori beim Tiroler Jäger-Regiment Kaiser Franz Joseph.

## Standeserhebungen
- 3. November 1562 in Frankfurt am Main: rittermäßiger Reichsadel
- 3. Juni 1719 in Wien: Reichsfreiherrenstand
- 25. Januar 1738 in Wien: Reichsgrafenstand[7]

## Wappen
Blasonierung: Von Gold über Blau geteilt; über die Mitte des Schildes ein roter Balken. Im oberen Feld wächst ein rechtsgewendeter vorwärtssehender doppelschwänziger blauer Löwe; im unteren Feld eine fünfstrahliger goldener Stern mit abwärtsgekehrten, geschlängelten Schweif. Auf dem Schild die Grafenkrone, darüber drei gekrönte Helme mit blau-goldenen Helmdecken: I. und III. je einen mit den Sachsen einwärtsgewendeten schwarzen Flügel, der mit einem goldenen Kleestängel belegt ist; II. der Löwe, der hier mit der rechten Pranke den goldenen Kometstern am Schweif hält. Als Schildhalter zwei einwärtssehende goldene Greife.

## Genealogie (Auswahl)
1. Hieronymus (Girolamo) von Melchiori, seit 1719 Reichsfreiherr, ⚭ Katharina Geschi di Santa Croce
  1. Georg Sigismund von Melchiori, seit 1738 Reichsgraf, ⚭ Pulcheria Reichsgräfin von Arco
    1. Joseph Anton Reichsgraf von Melchiori, ⚭ Josepha Freiin Bessol aus Lavis
      1. Karl Reichsgraf von Melchiori, ⚭ 5. September 1790 Ursula Freiin Todeschi von Eschfeld aus Rovereto  (* 12. Februar 1767; † 25. Dezember 1833)
        1. Johann Baptist Reichsgraf von Melchiori (* 1794 in Lavis; † 1863), ⚭ 1.) 1825 Therese Riccabona von Reichenfels (* 1800; † März 1833 in Lavis), ⚭ 2.) 1836 Rosa Schulthaus von Moos
          1. Joseph Kaspar Graf von Melchiori (* 8. Juni 1826 in Lavis), Sekretär beim k. k. Oberlandesgericht in Hermannstadt
          2. Ernst Rochus Graf von Melchiori (* 15. August 1827 in Cavalese), Gutsbesitzer in Margreid
          3. Fanny Gräfin von Melchiori (* 4. Oktober 1828 in Lavis), ⚭ 1851 Joseph von Hoffmann in Padua
          4. Emanuel Graf von Melchiori, k. k. Leutnant im 24. Jäger-Bataillon

      2. Josepha Gräfin von Melchiori, Joseph Graf von Malfatti k. k. Hauptmann bei Ahremberg Infanterie-Regiment
      3. Ernst Graf von Melchiori (* 1760; † 1840 in Trient), unverheiratet[9]